# Bryophyllum poincarei
Bryophyllum poincarei là một loài thực vật có hoa trong họ Crassulaceae. Loài này được (Hamet) Govaerts miêu tả khoa học đầu tiên năm 1996.